# Festi (Ligerz)
Die Häusergruppe Festi (1578: Muoleren, französisch Le château) gehört zur Schweizer Gemeinde Ligerz im Kanton Bern. Sie wurde in den 1920er Jahren eine Künstlerkolonie.

## Geographie

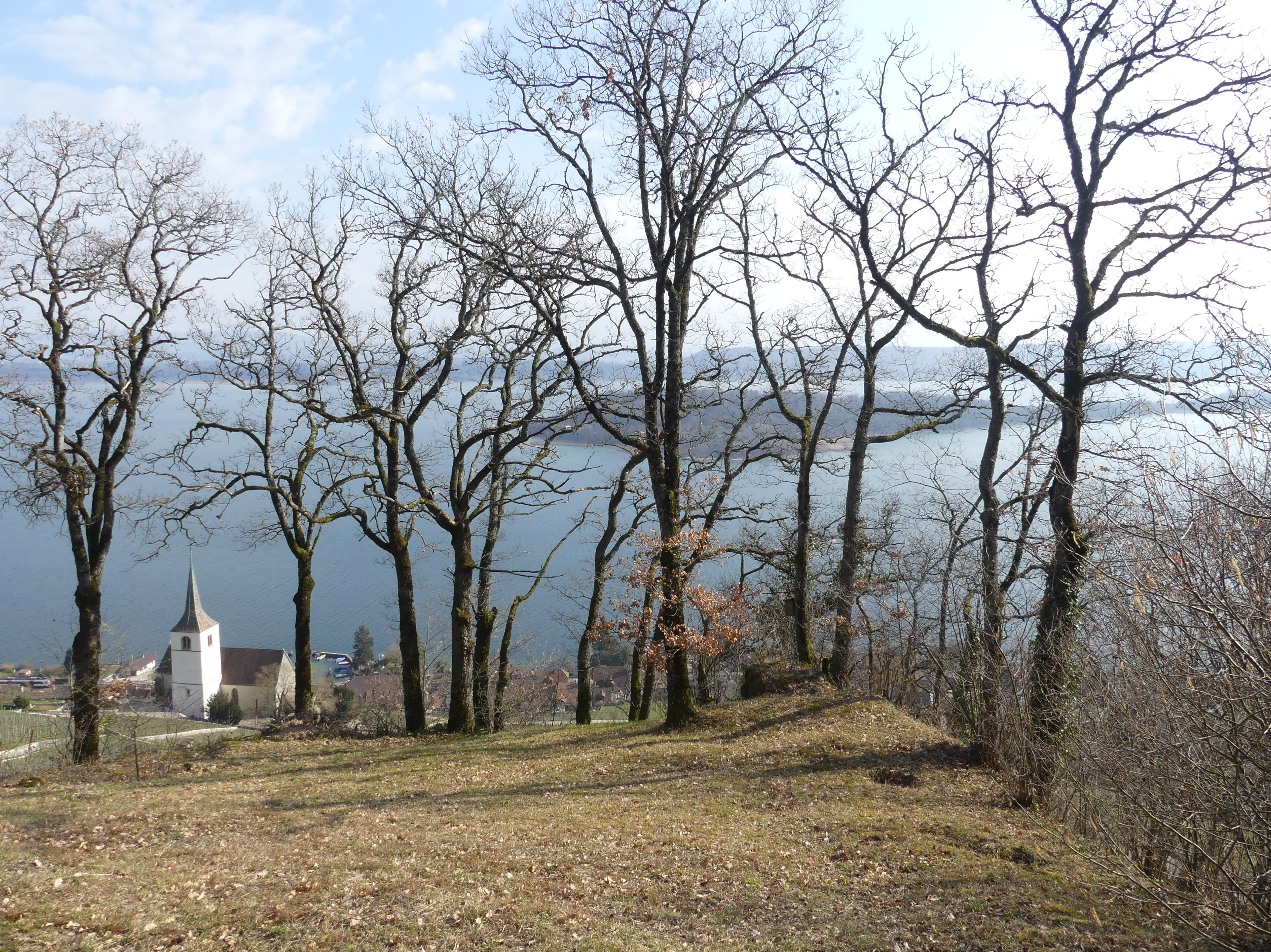
Burgstall Festi mit dem Bielersee (2020)

Festi liegt auf 580 m ü. M., etwa 500 Meter nördlich von Ligerz und 150 Meter über dem Bielersee. Im Osten liegen die ersten Häuser des Weilers Schernelz. Die Ruine Festi liegt etwas niedriger und achtzig Meter südwestlich. Nach Süden und Osten erstrecken sich terrassierte Rebberge. Die Landschaft gehört zum «Linken Bielerseeufer» im Bundesinventar der Landschaften und Naturdenkmäler von nationaler Bedeutung.
Festi wird durch eine Station der Standseilbahn Ligerz–Prêles erschlossen.

## Geschichte
Die Herren von Ligerz veräusserten in den Jahren um 1410 die Herrschaft Ligerz an die Muleren. Urban von Muleren war Inhaber der halben Herrschaft und verkaufte diese 1469 an die Stadt Bern. Schloss nebst Graben, Gut («Festiguet») mit der niederen Gerichtsbarkeit über diese Liegenschaften sowie das heutige «Aarbergerhaus» blieben sein Besitz. Über seine Tochter Magdalena kam dieser an Jakob von Wattenwyl. In der Schöpfkarte sind in der Herrschaft Ligertz nur «Ligartz» und der Ort «Muoleren» verzeichnet, während Bipschal, Kleintwann und Schernelz fehlen.
Die drei ehemaligen Rebmann-Lehenhäuser gehen auf das 15. Jahrhundert zurück. Das «Regionbuch» verzeichnet 1783 drei Häuser «auf altem Mauerwerk gebaut». Zwischen 1791 und 1811 kamen sie von der Familie Wattenwyl und der Vogtei Thorberg in Privatbesitz.
In den 1920er Jahren entwickelte sich die Gruppe der drei Häuser zu einer bekannten Künstlerkolonie. Haus «10» kam 1925 mit der Ruine in den Besitz von Elsi und Fernand Giauque. Walter Clénin erwarb Haus «3» und wohnte dort 1934–1945 und 1966–1988. Zu den Bewohnern gehörte von 1950 bis 1952 auch Friedrich Dürrenmatt. Das «Festiguet» (Haus «14») ist weiterhin Rebgut.

## Belege
1. 1 2  Festi. In: Andres Moser: Die Kunstdenkmäler des Kantons Bern. Landband III. Basel 2005, S. 404–405.
2. 1 2  Festi. In: Heidi Lüdi, Jürg Schweizer, Karin Zaugg, Walter Rey: Ligerz Gléresse. GSK, Bern 2010, S. 43–45.
3. 1 2  Denkmalpflege des Kantons Bern: Ligerz, Oberer Festiweg 10. In: Bauinventar des Kantons Bern. Kanton Bern, abgerufen am 30. Mai 2024.
4. ↑  Denkmalpflege des Kantons Bern: Ligerz, Oberer Festiweg 12. In: Bauinventar des Kantons Bern. Kanton Bern, abgerufen am 30. Mai 2024.